# Micrognazia
La micrognazia o micrognatismo è uno sviluppo anomalo della mandibola, che appare di volume e dimensioni ridotti.
Si tratta di una condizione presente in numerose sindromi, come la sindrome di Pierre Robin, la sindrome del cri du chat, la sindrome di Marfan, la sindrome di Treacher Collins, la sindrome di Turner, la trisomia 13, la trisomia 18, la sindrome di Russell-Silver, la sindrome di Pitt-Rogers-Danks o la sindrome di Hallermann-Streiff, ma può sussistere anche come difetto isolato.